# Conrad Friedrich Hurlebusch
Conrad Friedrich Jacob Hurlebusch (getauft am 30. Dezember 1691 in Braunschweig; † 17. Dezember 1765 in Amsterdam) war ein deutscher Komponist, Pianist und Organist.

## Leben
Hurlebusch erhielt seine musikalische Ausbildung bei seinem Vater Heinrich Lorenz Hurlebusch (1666–1741), der Vikar am Blasiusstift, Organist an mehreren Braunschweiger Stadtkirchen und auch Komponist war, und besuchte danach eine höhere Schule; 1715 Hamburg. Eine mehrjährige Studienreise führte ihn später 1716 nach Wien sowie 1718 nach Italien; 1721 München.
Im Jahre 1722/25 erhielt Hurlebusch eine Anstellung als Hofkapellmeister am königlichen Hof in Stockholm, der weitere Engagements in gleicher Position in Bayreuth, 1725/27 Braunschweig und 1727/36 Hamburg folgten. Seit 1743 wirkte er als Organist an der reformierten Oude Kerk in Amsterdam.
Conrad Friedrich Hurlebusch blieb ledig. Am 12. November 1742 war er Pate in St. Martini in Braunschweig beim siebten Kind seines Bruders Barthold Georg Hurlebusch (1698–1762), der – wie der Vater der Brüder – Organist an mehreren Kirchen in Braunschweig und Vikar des Blasiusstiftes war.

## Werk
Hurlebusch schrieb zahlreiche Oden, Sonaten, Klavierwerke, Opern (darunter L’innocenza difesa, 1722) und Kantaten.
In der Sammlung verschiedener und auserlesener Oden (1737–43) von Johann Friedrich Gräfe befinden sich 72 seiner Oden. 1746 vertonte er zudem den 150. Psalm. Den Kindern von Johann Sebastian Bach schenkte er gemäß Carl Philipp Emanuel Bach (1734) anlässlich eines Besuchs bei der Familie Bach eine Ausgabe seiner gedruckten Sonaten.